# Arash Bayat
Arash Bayat, född 19 juli 1983 i Teheran, Iran, är en svensk fotbollsagent och före detta fotbollsspelare.

## Fotbollsagent
Arash Bayat är en FIFA-licensierad fotbollsagent från Göteborg med flera spelare i sitt spelarstall. Han representerar bland annat damlandslagsstjärnan Kosovare Asllani.

## Karriär
Arash Bayat har spelat för Västra Frölunda IF, där han även gjorde sin allsvenska debut som 17-åring. Bayat lämnade Västra Frölunda IF för GIF Sundsvall inför säsongen 2006. Han hade en kortare sejour med IFK Mariehamn i finska högsta ligan. Därefter representerade han både Qviding och Ljungskile innan han anslöt till Assyriska BK där han kombinerade mittfältspel med en ledarroll som assisterande tränare. Mellan 2013 och 2015 spelade han återigen för Qviding FIF i Division 1.
I januari 2016 återvände Bayat till sin tidigare klubb Västra Frölunda IF.